# Sedona Challenger 1997
Il Sedona Challenger 1997 è stato un torneo di tennis facente parte della categoria ATP Challenger Series nell'ambito dell'ATP Challenger Series 1997. Il torneo si è giocato a Sedona negli Stati Uniti dal 6 al 12 ottobre 1997 su campi in cemento.

## Vincitori

### Singolare
Michael Sell ha battuto in finale  Glenn Weiner con il punteggio di 6–4, 6–4

### Doppio
John-Laffnie de Jager /  Robbie Koenig hanno battuto in finale  Adam Peterson /  Eric Taino con il punteggio di 6–2, 6–2